# Republikanisches Seismologisches Servicezentrum der Aserbaidschanischen Nationalen Akademie der Wissenschaften
Das Republikanische Seismologische Servicezentrum der Aserbaidschanischen Nationalen Akademie der Wissenschaften ist die einzige Organisation, die sich in Aserbaidschan mit der Erforschung und Untersuchung von Erdbeben beschäftigt.
Die seismologischen Untersuchungen des Republikanischen Seismologischen Servicezentrums werden mithilfe eines Netzwerks von seismischen Stationen durchgeführt, die mit einer Satellitenkommunikation arbeiten. Dieses Netzwerk von seismischen Stationen wurde von der US-amerikanischen Firma Kinemetrics hergestellt. Im Zentrum werden seismologische, geophysikalische, geochemische und geodynamische komplexe Untersuchungen durchgeführt.
Das Republikanisches Seismologisches Servicezentrum ist die einzige Organisation im Rahmen der ANAS (Aserbaidschanische Nationale Akademie der Wissenschaften), in der seismologische Untersuchungen mit einem modernen Netzwerk von seismischen Stationen, die mit Satellitenkommunikation arbeiten, durchgeführt werden. Beachten Sie, dass dieses Netzwerk von seismischen Stationen, das von der US-amerikanischen Firma Kinemetrics hergestellt wurde, in den führenden Ländern der Welt vorhanden ist. Derzeit hat das Staatliche Seismologische Dienstzentrum 84 Stationen auf dem Territorium der Republik in Betrieb. Das Zentrum betreibt auch 24 GPS-Stationen auf dem Gebiet der Republik.
Die GPS-Station, die sich auf einer Plattform mit einer Tiefe von 8324 Metern im Saatly-Distrikt Aserbaidschans befindet, zeichnet sich durch ihre Einzigartigkeit aus. Das Republikanisches Seismologisches Servicezentrum betreibt auch geophysikalische und geochemische Stationen auf dem Gebiet der Republik. Das Zentrum arbeitet mit seismologischen Zentren von fast 30 Staaten zusammen. Wichtige internationale seismologische Organisationen, wie das EMSC (Europäisch-Mittelmeerisches Seismologisches Zentrum), IRIS (Incorporated Research Institutions for Seismology), ORFEUS (Observatories and Research Facilities for European Seismology), ESC (European Seismological Commission), EGU (European Geosciences Union) und AGU (American Geophysical Union), sind Mitglieder des RSXM.

## Geschichte
Die Gründung des Republikanischen Seismologischen Servicezentrums im Rahmen der ANAS (Aserbaidschanische Nationale Akademie der Wissenschaften) hatte verschiedene historische Phasen. Instrumentelle Beobachtungen wurden erstmals im frühen 20. Jahrhundert in Aserbaidschan durchgeführt. Im Jahr 1902 wurden nach einem starken Erdbeben in Şamaxı auf Initiative der Brüder Nobel, die in Baku in der Ölindustrie tätig waren, seismische Stationen an drei Standorten in Aserbaidschan installiert, und damit begannen die instrumentellen Beobachtungen. Obwohl in der Sowjetzeit in Aserbaidschan keine unabhängige seismologische Dienststelle aktiv war, wurde im Jahr 1979 aufgrund eines Beschlusses des Ministerrats der Aserbaidschanischen SSR und einer Anordnung der Nationalen Akademie der Wissenschaften Aserbaidschans im Geologie-Institut der ANAS ein „Experimentell-Methodisches Geophysik-Zentrum“ gegründet. Im Jahr 1980 wurde auf dieser Grundlage die „Experimentell-Methodische Geophysikalische Expedition“ eingerichtet. Die Expedition wurde von Arif Həsənov, einem korrespondierenden Mitglied der ANAS, Doktor der Geologie und Mineralogie, und Professor, geleitet. Im Jahr 1999 erhielt das RSXM aufgrund des Beschlusses der Regierung der Republik Aserbaidschan Nr. 179 vom 1. September 1998 und des Beschlusses des Präsidiums der Nationalen Akademie der Wissenschaften Aserbaidschans Nr. 22/2 vom 17. Dezember 1998 den Status des Republikanischen Seismologischen Servicezentrums im Rahmen der ANAS. Seit 2008 wird das Staatliche Seismologische Dienstzentrum von Gurban Jalal Yetirmishli, einem korrespondierenden Mitglied der ANAS, emeritierten Professor und Doktor der Geologie und Mineralogie, geleitet. Derzeit betreibt das Republikanische Seismologische Servicezentrum im Rahmen der ANAS auf dem Gebiet der Republik Aserbaidschan 84 seismische, 6 geophysikalische, 5 geochemische und 24 GPS-Stationen.

## Tätigkeitsbereiche
Im Zentrum werden seismologische Untersuchungen durchgeführt, die auf dem Überwachungsnetzwerk von 84 telemetrischen seismischen Stationen basieren. Dabei werden der seismische Regime des Landes, die Verteilung der Epizentren von Erdbeben nach Gesetzmäßigkeiten, die Dynamik seismischer Prozesse in Erdbebenzonen untersucht, die aktiven Teile der Tiefenbrüche identifiziert und die Intensität möglicher starker Erdbeben in diesen Bereichen bewertet. Der Mechanismus starker Erdbebenherde wird untersucht, das seismische Risiko großer Städte bewertet und die seismische Aktivität von Gebieten mit großen Bauobjekten erforscht.
Durch das Netzwerk geophysikalischer und geochemischer Stationen werden Variationen des geomagnetischen Feldes, der Schwerkraft und des Gravitationspotenzials untersucht.
Das wissenschaftliche Forschungsspektrum des Republikanisches Seismologisches Servicezentrum umfasst folgende Richtungen:
- Untersuchung der seismischen Aktivität und der kinematischen und dynamischen Parameter von Erdbeben in der Republik
- Komplexe Untersuchung der Manifestationsstrukturen und Eigenschaften seismischer anomaler Effekte in den Bereichen Geophysik und Geochemie
- Geodynamische Untersuchungen (GPS)

## Abteilungen
- Abteilung für makroseismische Untersuchungen
- Abteilung für die Dynamik von Erdbebenherden
- Büro für Erdbebenforschung
- Abteilung für Ingenieurgeologie und seismische Mikrozonierung
- Epizentralabteilung
- Magnetometrie-Abteilung
- Abteilung für Geodynamik
- Abteilung für Analyse und Interpretation seismologischer Materialien
- Gravimetrie-Abteilung
- Abteilung für wissenschaftliche Beziehungen
- Abteilung für komplexe geochemische Untersuchungen
- Instrumentenabteilung
- Abteilung für Geoökologie
- Seismologie
- Abteilung für wissenschaftliche Forschung von seismologischen und geophysikalischen Untersuchungen
- Informationsabteilung
- Abteilung für internationale Beziehungen

## Veröffentlichungen
- „Seismoprognosis observations in the territory of Azerbaijan“ („Seismoprognose-Beobachtungen im Gebiet Aserbaidschans“), eine wissenschaftliche Zeitschrift, die zweimal im Jahr in englischer Sprache veröffentlicht wird. Der Chefredakteur der Zeitschrift ist der Leiter des RSXM, Mitglied der AMEA, Professor Gurban Yetirmishli.[17]
- „Spürbare Erdbeben in Aserbaidschan für den Zeitraum 2003–2018“, ein Buch, das der Seismizität des Gebiets Aserbaidschan gewidmet ist. Es enthält eine Analyse der kinematischen und dynamischen Parameter von Erdbeben. Es werden der geodynamische Zustand der Herde starker und spürbarer Erdbeben, die tektonische Bindung der Erdbebenherde und ihre makroseismischen Felder beschrieben. Das Buch enthält auch neue Daten zur Verbindung lokaler Anomalien in der Intensität des geomagnetischen Feldes mit der Seismizität sowie zur Bedingtheit der Eigenschaften des seismomagnetischen Effekts durch den Mechanismus der Erdbebenherde.
- „Seismische Anomalien in den Bereichen Geophysik und Geochemie des Gebiets Aserbaidschan“, von Qurban Yetirmishli und anderen Autoren.
- „Berücksichtigung von Spannungs-Deformationsfaktoren bei der seismischen Zonierung des Gebiets Aserbaidschan“ von Qurban Yetirmishli.
- „Ergebnisse der makroseismischen Untersuchungen. Das Ismaili-Erdbeben am 24. April 1989. Katalog der seismoprognostischen Beobachtungen auf dem Gebiet Aserbaidschans im Jahr 1989.“
- „Probleme und Lösungsansätze für die seismische Zonierung“ von T. Mammadli.
- „Optimierung des Beobachtungsnetzes und der magnetovariationsstationen bei seismoprognostischen Untersuchungen“ von A.G. Rzaev, M.I. Isaeva und T.Ya. Mammadli.
- „Abhängigkeit der Epizentrumsermittlung von der azimutalen Anordnung der Stationen und den Merkmalen der Laufzeiten der longitudinalen Wellen“ (mit Autoren G.D. Yetirmishli, S.E. Kazimova, I.E. Kazimov).
- „Besonderheiten der Seismizität des aserbaidschanischen Teils des Großen Kaukasus“ von G.J. Yetirmishli und S.E. Kazimova.